# William de Freitas
William de Freitas (Itabira, 13 de maio de 1954) é um político brasileiro.
Filho de José Patrício de Freitas e Tertulina Lúcia de Freitas, assumiu a prefeitura de Volta Redonda entre 22 de abril e 28 de abril de 1982, como conseqüência da demissão do prefeito Aluízio de Campos Costa e devido ao fato de ser o presidente da Câmara Municipal à época.
No ano 2000 disputou a eleição para a prefeitura do município contra Antônio Francisco Neto, que obteve sua reeleição. Em 2016, disputou eleições pelo Partido da Social Democracia Brasileira para a Câmara Municipal de Volta Redonda, não tendo obtido êxito.
É a pessoa mais jovem a ter assumido o cargo de do município, possuindo, à época, 28 anos de idade.